# Kurnool
Kurnool (en hindi: कुर्नूल ) es una localidad de la India, centro administrativo del distrito de Kurnool, estado de Andhra Pradesh.

## Geografía
Se encuentra a una altitud de 287 m s. n. m. a 216 km de la capital estatal, Hyderabad, en la zona horaria UTC +5:30.

## Demografía
Según estimación 2010 contaba con una población de 297 366 habitantes.